# Золотой орёл (кинопремия)
«Золотой орёл» — российская кинопремия, учреждённая в 2002 году и присуждаемая с 2003 года Национальной киноакадемией России. Отбор по номинациям осуществляет «Экспертный совет»; премия присуждается по итогам голосования действительных членов и членов-корреспондентов Национальной киноакадемии России.

## О премии
Премия учреждена 4 марта 2002 года. Фигурка приза «Золотой орёл» изготовлена из позолоченной бронзы с эмалью на кончиках крыльев — триколор российского флага — и помещена на яшмовый постамент. Её автор — скульптор Виктор Митрошин (вручалась до 2013 года включительно). С 2014 года вручалась новая статуэтка приза (высотой 31 см, весом 953,10 г, из позолоченной бронзы, подставка из индийского зелёного мрамора, с эмалью на кончиках крыльев — триколор российского флага, с изумрудами 0,04 карата — глаза орла). В 2016 году награде вернули первоначальный дизайн, статуэтку изготовил партнёр церемонии — ювелирная компания Mercury. Фигура орла выполнена из позолоченного серебра, основание статуэтки — из редкого вида итальянского мрамора, на котором расположен логотип бренда, дополненный бриллиантом.
26 июня 2002 года в рамках XXIV Московского международного кинофестиваля состоялось официальное представление Национальной академии кинематографических наук и первое вручение премий «Золотой орел» за вклад в развитие киноискусства. Лауреатами премии стали Андрей Тарковский, Георгий Жжёнов, Фёдор Хитрук, Татьяна Самойлова, Мишель Легран и Бернардо Бертолуччи.

## Номинации
- Лучший игровой фильм
- Лучший телефильм или мини-сериал (2003—2021)
- Лучший сериал онлайн-платформы (с 2022 года)
- Лучший телевизионный сериал
- Лучшая режиссёрская работа
- Лучший сценарий
- Лучшая женская роль в кино
- Лучшая актриса онлайн-сериала (с 2023 года)
- Лучшая женская роль на телевидении (с 2005 года)
- Лучшая мужская роль в кино
- Лучший актёр онлайн-сериала (с 2023 года)
- Лучшая мужская роль на телевидении (с 2005 года)
- Лучшая женская роль второго плана
- Лучшая мужская роль второго плана
- Лучшая операторская работа
- Лучшая работа художника-постановщика
- Лучшая работа художника по костюмам
- Лучшая работа художника по гриму и пластическим спецэффектам (2017—2022 года)
- Лучшая музыка к фильму
- Лучший монтаж фильма
- Лучшая работа звукорежиссёра
- Лучший анимационный фильм
- Лучший неигровой фильм
- Лучший короткометражный фильм (с 2017 года)
- Лучшие визуальные эффекты (с 2017 года)
- Лучший зарубежный фильм в российском прокате (2003—2021)
- Специальные премии «Золотой орёл»

## Церемонии
| Церемония | Дата           | Место проведения                                | Ведущие | Основные награды |
| --------- | -------------- | ----------------------------------------------- | --- | --- |
| 1-я       | 25 января 2003 | Первый павильон киноконцерна «Мосфильм», Москва | Никита Михалков | • Лучший фильм — «Кукушка» (реж. Александр Рогожкин) • Лучший режиссёр — Александр Рогожкин («Кукушка») • Лучшая мужская роль — Виктор Бычков («Кукушка») • Лучшая женская роль — Наталья Гундарева («Ростов-папа») |
| 2-я       | 31 января 2004 | Первый павильон киноконцерна «Мосфильм», Москва | Никита Михалков | • Лучший фильм — «Возвращение» (реж. Андрей Звягинцев) • Лучший режиссёр — Абдрашитов Вадим («Магнитные бури») • Лучшая мужская роль — Евгений Миронов («Идиот») • Лучшая женская роль — Пегова Ирина («Прогулка») |
| 3-я       | 28 января 2005 | Первый павильон киноконцерна «Мосфильм», Москва | Никита Михалков | • Лучший фильм — «72 метра» (реж. Владимир Хотиненко) • Лучший режиссёр — Тодоровский Валерий («Мой сводный брат Франкенштейн») • Лучшая мужская роль — Сергей Гармаш («Свои») • Лучшая женская роль — Алёна Бабенко («Водитель для Веры») |
| 4-я       | 29 января 2006 | Первый павильон киноконцерна «Мосфильм», Москва | Дмитрий Дибров | • Лучший фильм — «9 рота» (реж. Фёдор Бондарчук) • Лучший режиссёр — Учитель Алексей («Космос как предчувствие») • Лучшая мужская роль — Михалков Никита («Статский советник») • Лучшая женская роль — Демидова Алла («Настройщик») |
| 5-я       | 27 января 2007 | Первый павильон киноконцерна «Мосфильм», Москва | Иван Ургант | • Лучший фильм — «Остров» (реж. Павел Лунгин) • Лучший режиссёр — Павел Лунгин («Остров») • Лучшая мужская роль — Мамонов Пётр («Остров») • Лучшая женская роль — Михалкова Анна («Связь») |
| 6-я       | 25 января 2008 | Первый павильон киноконцерна «Мосфильм», Москва | Фёдор Бондарчук и Мария Миронова | • Лучший фильм — «12» (реж. Никита Михалков) • Лучший режиссёр — Никита Михалков («12») • Лучшая мужская роль — Никита Михалков, Сергей Маковецкий, Сергей Гармаш, Алексей Петренко, Валентин Гафт, Юрий Стоянов, Михаил Ефремов, Сергей Газаров, Виктор Вержбицкий, Алексей Горбунов, Роман Мадянов, Сергей Арцибашев («12») • Лучшая женская роль — Евгения Добровольская («Артистка») |
| 7-я       | 27 января 2009 | Первый павильон киноконцерна «Мосфильм», Москва | Леонид Ярмольник и Мария Шукшина | • Лучший фильм — «Дикое поле» (реж. Михаил Калатозишвили) • Лучший режиссёр — Карен Шахназаров («Исчезнувшая империя») • Лучшая мужская роль — Константин Хабенский («Адмиралъ») • Лучшая женская роль — Ксения Раппопорт («Юрьев день») |
| 8-я       | 30 января 2010 | Первый павильон киноконцерна «Мосфильм», Москва | Александр Олешко, Ирина Рахманова, Максим Матвеев, Светлана Ходченкова, Мария Шалаева, Григорий Добрыгин, Екатерина Вилкова и Константин Крюков | • Лучший фильм — «Стиляги» (реж. Валерий Тодоровский) • Лучший режиссёр — Карен Шахназаров («Палата № 6») • Лучшая мужская роль — Богдан Ступка («Тарас Бульба») • Лучшая женская роль — Наталья Негода («Бубен, барабан») |
| 9-я       | 21 января 2011 | Первый павильон киноконцерна «Мосфильм», Москва | Дмитрий Нагиев, Марина Александрова, Евгений Стычкин и Жанна Фриске                                                                             | • Лучший фильм — «Как я провёл этим летом» (реж. Алексей Попогребский) • Лучший режиссёр — Алексей Учитель («Край») • Лучшая мужская роль — Владимир Машков («Край») • Лучшая женская роль — Аньорка Штрехель («Край») |
| 10-я      | 27 января 2012 | Первый павильон киноконцерна «Мосфильм», Москва | Михаил Полицеймако, Олеся Судзиловская и Нонна Гришаева                                                                                         | • Лучший фильм — «Елена» (реж. Андрей Звягинцев) • Лучший режиссёр — Андрей Звягинцев («Елена») • Лучшая мужская роль — Фёдор Бондарчук («Два дня») • Лучшая женская роль — Ксения Раппопорт («Два дня») |
| 11-я      | 25 января 2013 | Первый павильон киноконцерна «Мосфильм», Москва | Анна Снаткина и Виктор Васильев | • Лучший фильм — «Белый тигр» (реж. Карен Шахназаров) • Лучший режиссёр — Андрей Прошкин («Орда») • Лучшая мужская роль — Данила Козловский («Духless») • Лучшая женская роль — Анна Михалкова («Любовь с акцентом») |
| 12-я      | 29 января 2014 | Первый павильон киноконцерна «Мосфильм», Москва | Дмитрий Губерниев, Юлия Пересильд и Анна Чиповская                                                                                              | • Лучший фильм — «Легенда № 17» (реж. Николай Лебедев) • Лучший режиссёр — Александр Велединский («Географ глобус пропил») • Лучшая мужская роль — Константин Хабенский («Географ глобус пропил») • Лучшая женская роль — Елена Лядова («Географ глобус пропил») |
| 13-я      | 23 января 2015 | Первый павильон киноконцерна «Мосфильм», Москва | Дарья Златопольская и Юрий Стоянов | • Лучший фильм — «Солнечный удар» (реж. Никита Михалков) • Лучший режиссёр — Андрей Звягинцев («Левиафан») • Лучшая мужская роль — Александр Збруев («Кино про Алексеева») • Лучшая женская роль — Елена Лядова («Левиафан») |
| 14-я      | 29 января 2016 | Первый павильон киноконцерна «Мосфильм», Москва | — | • Лучший фильм — «Про любовь» (реж. Анна Меликян) • Лучший режиссёр — Станислав Говорухин («Конец прекрасной эпохи») • Лучшая мужская роль — Фёдор Бондарчук («Призрак») • Лучшая женская роль — Юлия Пересильд («Битва за Севастополь») |
| 15-я      | 27 января 2017 | Первый павильон киноконцерна «Мосфильм», Москва | Марина Зудина, Сабина Ахмедова, Екатерина Шпица, Павел Табаков и Никита Волков                                                                  | • Лучший фильм — «Рай» (реж. Андрей Кончаловский) • Лучший режиссёр — Андрей Кончаловский («Рай») • Лучшая мужская роль — Иван Янковский («Дама Пик») • Лучшая женская роль — Юлия Высоцкая («Рай») |
| 16-я      | 26 января 2018 | Первый павильон киноконцерна «Мосфильм», Москва | Дмитрий Губерниев | • Лучший фильм — «Салют-7» (реж. Клим Шипенко) • Лучший режиссёр — Андрей Звягинцев («Нелюбовь») • Лучшая мужская роль — Евгений Миронов («Время первых») • Лучшая женская роль — Ирина Горбачёва («Аритмия») |
| 17-я      | 25 января 2019 | Первый павильон киноконцерна «Мосфильм», Москва | Евгений Стычкин, Ольга Сутулова, Эрнест Мацкявичюс, Татьяна Ремезова, Николай Фоменко                                                           | • Лучший фильм — «Война Анны» (реж. Алексей Федорченко) • Лучший режиссёр — Алексей Федорченко («Война Анны») • Лучшая мужская роль — Владимир Машков («Движение вверх») • Лучшая женская роль — Аглая Тарасова («Лёд») |
| 18-я      | 24 января 2020 | Первый павильон киноконцерна «Мосфильм», Москва | — | • Лучший фильм — «Текст» (реж. Клим Шипенко) • Лучший режиссёр — Алексей Сидоров («Т-34») • Лучшая мужская роль — Александр Петров («Текст») • Лучшая женская роль — Виктория Мирошниченко («Дылда») |
| 19-я      | 22 января 2021 | Первый павильон киноконцерна «Мосфильм», Москва | — | • Лучший фильм — «Блокадный дневник» (реж. Андрей Зайцев) • Лучший режиссёр — Андрей Кончаловский («Дорогие товарищи!») • Лучшая мужская роль — Юрий Борисов («Калашников») • Лучшая женская роль — Ольга Озоллапиня («Блокадный дневник») |
| 20-я      | 28 января 2022 | Первый павильон киноконцерна «Мосфильм», Москва | Алексей Агранович | • Лучший фильм — «Серебряные коньки» (реж. Михаил Локшин) • Лучший режиссёр — Глеб Панфилов («Иван Денисович») • Лучшая мужская роль — Филипп Янковский («Иван Денисович») • Лучшая женская роль — Мария Аронова («Пара из будущего») |
| 21-я      | 27 января 2023 | Первый павильон киноконцерна «Мосфильм», Москва | Дарья Златопольская и Алексей Гуськов | • Лучший фильм — «Чемпион мира» (реж. Алексей Сидоров) • Лучший режиссёр — Алексей Сидоров («Чемпион мира») • Лучшая мужская роль — Иван Янковский («Чемпион мира») • Лучшая женская роль — Ирина Старшенбаум («Здоровый человек») |
| 22-я      | 26 января 2024 | Первый павильон киноконцерна «Мосфильм», Москва | Елена Лядова Владимир Вдовиченков | • Лучший фильм — «Снегирь» (реж. Борис Хлебников) • Лучший режиссёр — Сергей Урсуляк («Праведник») • Лучшая мужская роль — Александр Яценко («Праведник») • Лучшая женская роль — Анна Михалкова («Чувства Анны») |
| 23-я      | 31 января 2025 | Первый павильон киноконцерна «Мосфильм», Москва | Юлия Хлынина Александр Петров | • Лучший фильм — «Воздух» (реж. Алексей Герман-мл.) • Лучший режиссёр — Владимир Грамматиков («Смотри на меня!») • Лучшая мужская роль — Сергей Безруков («Воздух») • Лучшая женская роль — Александра Урсуляк («Смотри на меня!») |

## Рекорды
По состоянию на 31 января 2025 года:
- Фильмы-лауреаты:
  - 7 — «Союз спасения» (из 14 номинаций);
  - 6 — «Остров» (9), «Движение вверх» (10), «Легенда № 17» (11), «Серебряные коньки» (12), «Воздух» (14), «Любовь Советского Союза» (14);
  - 5 — «12» (6), «Солнечный удар» (6), «Экипаж» (10), «Орда» (12), «Чемпион мира» (12).
- Фильмы-номинанты:
  - 14 — «Союз спасения» (при 7 премиях), «Воздух» (при 6 премиях), «Любовь Советского Союза» (при 6 премиях);
  - 13 — «Т-34» (3);
  - 12 — «Серебряные коньки» (6), «Орда» (5), «Чемпион мира» (5);
  - 11 — «Легенда № 17» (6), «Свои» (3);
  - 10 — «Движение вверх» (6), «Экипаж» (5), «Елена» (4), «Левиафан» (4), «Сердце Пармы» (4), «Дуэлянт» (3), «Лёд» (2), «Weekend» (1), «Стрельцов» (1);
  - 9 — «Остров» (6), «Батальонъ» (4), «Одесса» (4), «Горько!» (0);
  - 8 — «Бедный, бедный Павел» (4), «9 рота» (4), «Адмиралъ» (4), «Белый тигр» (4), «Огонь» (3), «Битва за Севастополь» (2), «Сто лет тому вперёд» (0).

- Лауреаты:
  - 16 — Антон Златопольский (из 28 номинаций);
  - 9 — Никита Михалков (15);
  - 8 — Константин Эрнст (18);
  - 6 — Сергей Урсуляк (6), Сергей Мелькумов (13), Леонид Верещагин (13);
  - 5 — Игорь Гринякин (5), Иван Янковский (6), Эдуард Артемьев (7), Юрий Потеенко (9), Андрей Звягинцев (11), Анна Михалкова (12), Александр Роднянский (13);
  - 4 — Владимир Хотиненко (4), Мария Сергеенкова — монтажёр (4), Максим Осадчий (5), Алексей Попогребский (8), Евгений Миронов (8), Карен Шахназаров (9), Андрей Кончаловский (11), Валерий Тодоровский (13).
- Номинанты:
  - 27 — Антон Златопольский (при 15 премиях);
  - 17 — Константин Эрнст (7);
  - 16 — Рубен Дишдишян (2);
  - 15 — Никита Михалков (9);
  - 13 — Сергей Мелькумов (6), Леонид Верещагин (6), Александр Роднянский (5), Валерий Тодоровский (4);
  - 12 — Анна Михалкова (5);
  - 11 — Андрей Звягинцев (5), Андрей Кончаловский (4), Федор Бондарчук (3), Арам Мовсесян (2);
  - 10 — Сергей Сельянов (3), Сергей Даниелян (2);
  - 9 — Юрий Потеенко (5), Карен Шахназаров (4), Анатолий Максимов (3), Ксения Раппопорт (3);
  - 8 — Алексей Попогребский (4), Евгений Миронов (4), Александр Миндадзе (3), Владимир Машков (3), Сергей Гармаш (3).

## Критика
Кинокритик Виктор Матизен: 

«Золотой орёл» — это карманная премия Никиты Михалкова. Опыт показывает, что премия отдаёт предпочтение либо фильмам самого Михалкова, либо фильмам его «Студии ТриТэ». Она явно ангажирована. Хотя те, кто там голосует — это кинематографисты, которые имеют кинематографический вкус, чутьё и понимание мастерства.
Режиссёр Владимир Меньшов (из интервью журналу «Итоги» 02.03.04):

«Не хочу никого обидеть, но анкету «Золотого орла» я получил в этом году за сутки до церемонии. Нужно было срочно поставить плюсы и минусы. Успели ли обработать полученные в последний момент анкеты, сколько из них вообще не дошло до голосования — вопросы, на которые у меня нет ответа. Неплохо было бы ввести ту самую открытость и прозрачность, которую нам обещали при учреждении этой премии. Потому что результаты «Золотого орла» не внушают доверия — очень уж они напоминают итоги какого-нибудь фестиваля, где жюри, чтобы никого не обидеть, равномерно распределяет награды между всеми претендентами».